# Cochliostema velutinum
Cochliostema velutinum là một loài thực vật có hoa trong họ Commelinaceae. Loài này được Read mô tả khoa học đầu tiên năm 1965.